# Powieść autobiograficzna
Powieść autobiograficzna – powieść oparta na prawdziwych wydarzeniach mających miejsce w życiu pisarza. Narratorem lub głównym bohaterem powieści jest przeważnie autor. Powieść taka może zawierać elementy fikcyjne, tj. wydarzenia i sytuacje wykreowane przez pisarza.
Modelowym przykładem tego typu twórczości jest dzieło życia francuskiego pisarza Marcela Prousta.